# Bandeira de Kursk
A Bandeira de Kursk é um dos símbolos oficiais do Oblast de Kursk, uma subdivisão da Federação Russa. Foi aprovado pelo parlamento regional de Kursk em 17 de dezembro de 1996. Um novo pavilhão foi concebido sob a liderança de A. V. Rutskoi, o governador da região de Kursk de 1996 a 2000. Baseia-se no pavilhão da dinastia Romanov. Este novo desenho foi aprovado em 28 de abril de 2006.

## Descrição
Seu desenho consiste em um retângulo com proporção largura-comprimento de 2:3 com cinco faixas horizontais de larguras diferentes: vermelho, branco, ouro, preto e vermelho. As listras vermelhas são iguais entre si, enquanto as branca, ouro e preta também são iguais entre si. A relação da largura da cor vermelha para a largura de uma das outras faixas é de dois para um. Nas três faixas centrais está o brasão de armas da região de Kursk.
Ao mesmo tempo, há uma outra descrição do pavilhão em que as faixas centrais possuem o dobro da largura das vermelhas (figuras 1 e 2). E no anexo da lei que criou a bandeira (figura 3), dada a imagem, em vez de branco é usada a cor prata. O brasão de armas não está no centro bandeira, e sim nas faixas prata e ouro.

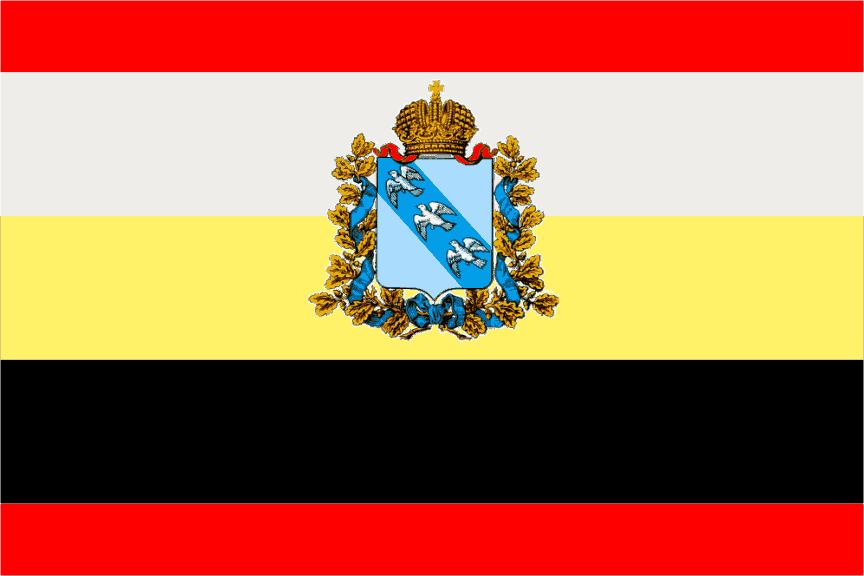
Figura 1 - Bandeira usada em 1996 com a faixa prata. Desenho original baseado na lei de criação da bandeira de Kursk.
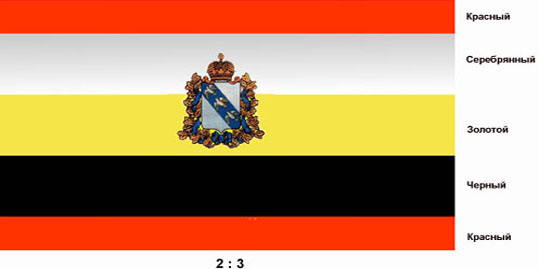
Figura 3 - Desenho presente no anexo da lei de adoção da bandeira de 1996.